# جان فرانسوا بونرد
جان فرانسوا بونرد (بالفرنسية: Jean-François Bonnard)‏ (و. 1971  م) هو لاعب هوكي الجليد فرنسي، ولد في غرونوبل، شارك في الألعاب الأولمبية الشتوية 2002، مركز لعبه هو مدافع ‏.

## روابط خارجية
- جان فرانسوا بونرد على موقع EliteProspects.com (الإنجليزية)
- جان فرانسوا بونرد على موقع Eurohockey.com (الإنجليزية)
- جان فرانسوا بونرد على موقع HockeyDB.com (الإنجليزية)
- جان فرانسوا بونرد على موقع أوليمبيديا (الإنجليزية)